# Ain't Love Grand!
Ain't Love Grand! é o quinto álbum de estúdio da banda de punk rock X, foi lançado em Setembro de 1983 pela Elektra Records. O álbum traz uma versão cover da música "All or Nothing" do Small Faces; e uma versão demo da canção "I Will Dare", composta por Paul Westerberg (The Replacements).
| Críticas profissionais                                                      | Críticas profissionais |
| Avaliações da crítica                                                       | Avaliações da crítica  |
| Fonte                                                                       | Avaliação              |
| --------------------------------------------------------------------------- | ---------------------- |
| allMusic                                                                    | [ 2 ]                  |
| Robert Christgau                                                            | (B)                    |
| Rolling Stone                                                               | (favorável)            |
| Esta tabela precisa de ser acompanhada por texto em prosa. Consulte o guia. |                        |

## Faixas
- Todas as faixas escritas por John Doe e Exene Cervenka, exceto as anotadas.

Lado A
1. "Burning House of Love" – 3:54
2. "Love Shack" – 3:06
3. "My Soul Cries Your Name" – 3:37
4. "My Goodness" – 4:40
5. "Around My Heart" – 4:43

Lado B
1. "What's Wrong with Me" – 3:43
2. "All or Nothing" (Steve Marriott, Ronnie Lane) – 3:08 foi movido para uma faixa bônus na edição de 2002
3. "Watch the Sun Go Down" – 3:50
4. "I'll Stand Up for You" – 4:00
5. "Little Honey" (Dave Alvin, Doe) – 3:43
6. "Supercharged" – 3:47

Faixas bônus (2002, CD)
1. "Wild Thing" (versão estendida) (Chip Taylor) – 6:19
2. "I Will Dare" (Demo) (Paul Westerberg) – 3:18
3. "My Goodness" (Demo) – 5:08
4. "All or Nothing" (Marriott, Lane) – 4:52